# Erioptera (Erioptera) kluaneana
Erioptera (Erioptera) kluaneana is een tweevleugelige uit de familie steltmuggen (Limoniidae). De soort komt voor in het Nearctisch gebied.